# الإتحاد الديمقراطي لنساء كردستان في إيران
الإتحاد الديمقراطي لنساء كردستان في إيران هي المنظمة النسائية للحزب الديمقراطي الكردستاني الإيراني (HDKA).

## التاريخ
أعيد تأسيس اتحاد النساء الديمقراطي الكردستاني الإيراني في 15 مارس 1946 أثناء جمهورية مهاباد. وكان أول رئيس لهذا الاتحاد هي مينا قاضي، زوجة قاضي محمد رئيس جمهورية مهاباد.